# 薩維奇 (馬里蘭州)
薩維奇（英語：Savage）是位於美國馬里蘭州霍華德縣的一個普查規定居民點。

## 人口
根據2020年美國人口普查的數據，薩維奇的面積為7.10平方千米，當中陸地面積為7.09平方千米，而水域面積為0.01平方千米。當地共有人口7542人，而人口密度為每平方千米1,062.25人。